# فسيفساء آلهة الكرمة
فسيفساء آلهة الكرمة هي لوحة أثرية رومانية تصوّر إله الخمر ديونيسوس أحد رموز الميثيولوجيا الإغريقية، وتوجد في مدينة شهبا بسوريا، يعود تاريخ إنشاؤها إلى منتصف القرن الثالث الميلادي.

## الاكتشاف

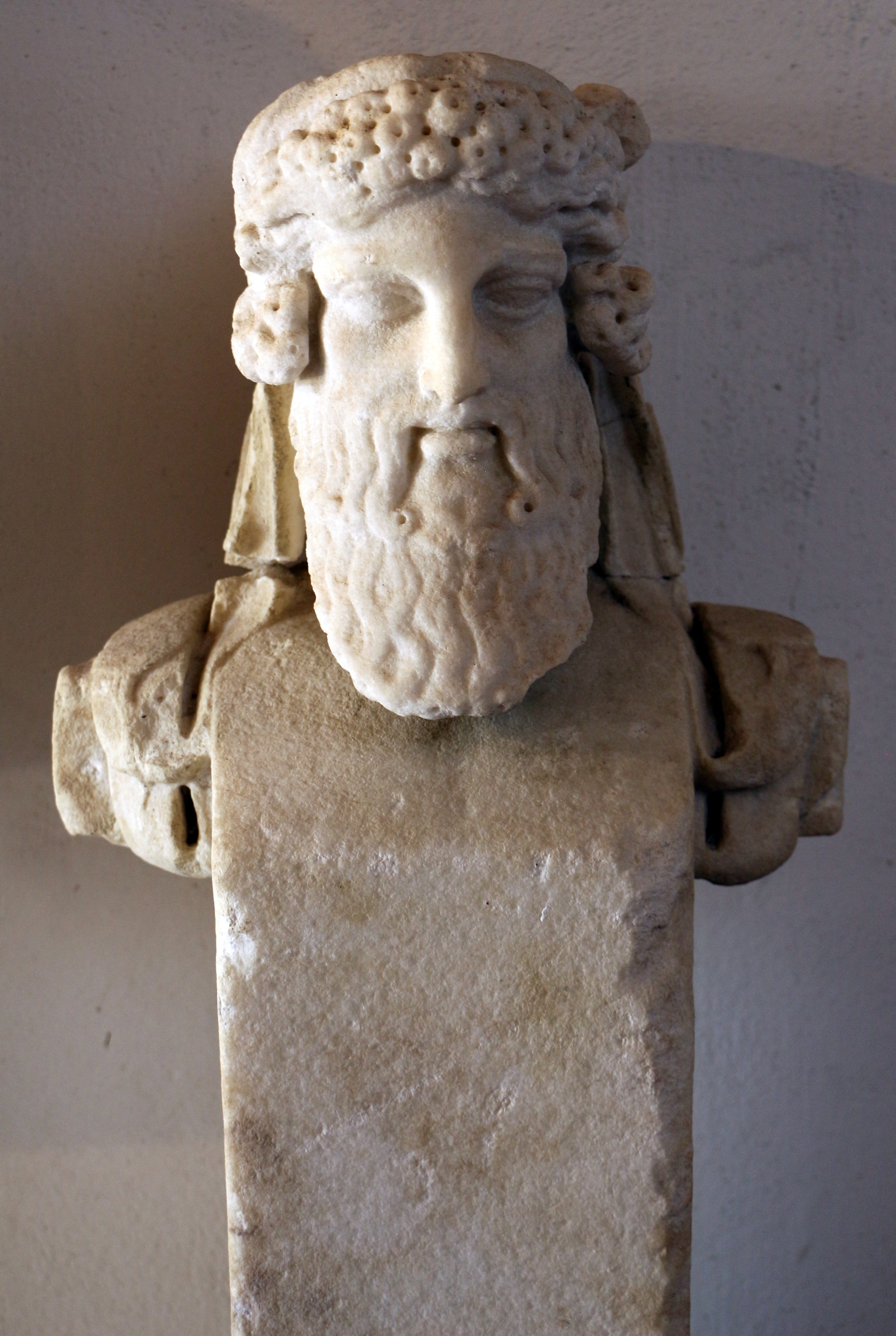
تمثال نصفي لديونيسوس

توجد فسيفساء آلهة الكرمة في متحف شهبا للآثار بسوريا، وهي من ضمن الآثار المكتشفة عام 1963 في موقع قرب الحمامات الأثرية الكبرى في محافظة السويداء في سوريا، والذي أصبح فيما بعد متحف يضم هذه اللوحات الأربع يسمى متحف شهبا.

## الوصف
تصور اللوحة أعراس أسطورة إله الخمر اليوناني ديونيسيس محاط بزخارف على شكل الكرمة، وأريادنا - الهة النبات - وبينهما إله حب صغير يحمل بيده شعلة تمثل الرغبة التي تعمل على اتحاد الزوجين في عقد القران، ويشهد على زواجهما أو يقوم بإجراءات عقد الزواج بينهما رجل عجوز على يسار اللوحة للدلالة على أن الزواج لا يتم إلا بشهود ورجل يقوم بإجراء عقد الزواج وتبارك به الآلهة، وأسفل اللوحة هرقل متكئا على الأرض يتناول الخمر ومبتهجا بزواج صديقه ديونسيوس، تطل على اللوحة من زواياها أربع وجوه بشرية يمثل كل منها فصلا من الفصول الأربعة التي تمثل استمرار الحياة والخصب طيلة أيام السنة.